# Jacopo Sannazaro
Jacopo Sannazaro (n. 28 iulie 1457, Napoli, Regatul Neapolelui – d. 24 aprilie 1530, Napoli, Regatul Neapolelui) a fost un poet și umanist italian.
Sannazaro a fost un autor prolific: a compus lucrări în limba latină și în vulgara italiană. Este cunoscut mai ales pentru opera sa Arcadia, o lucrare care a ilustrat posibilitățile prozei poetice în limba italiană și a instituit tema Arcadiei, ce reprezintă un ținut idilic, în literatura europeană, și de la care a luat numele Academia Arcadia înființată la Roma în 1690.

## Biografia
Jacopo Sannazaro s-a născut la Napoli în 1457, într-o familie nobilă lombardă din Lomellina (familia Sannazzaro); se spune că numele familiei provine de la o vilă din San Nazaro, o localitate în apropiere de Pavia. Tatăl său a murit când Jacopo era adoleșcent, iar prin urmare a fost crescut la Napoli, Nocera dei Pagani și San Cipriano Picentino, feude ce aparțineau mamei sale și au fost niște locuri a căror atmosferă ar fi inspirat, potrivit afirmațiilor poetului, prima elaborare a operei Arcadia .
La Napoli a fost discipol, în a doua jumătate a anilor șaptezeci, a lui Giuniano Maio și Lucio Crasso, profesori de poezie și retorică. Din 1481 a fost în slujba regelui Alfonso de Aragon, pe care l-a urmat la Roma într-o vizită făcută la Papa Inocențiu al VIII-lea. Tot la Napoli, s-a înscris la Academia Pontaniană, o grupare de intelectuali adunată în jurul umanistului Giovanni Pontano, Jacopo asumând pseudonimul clasicist de Actius Syncerus.

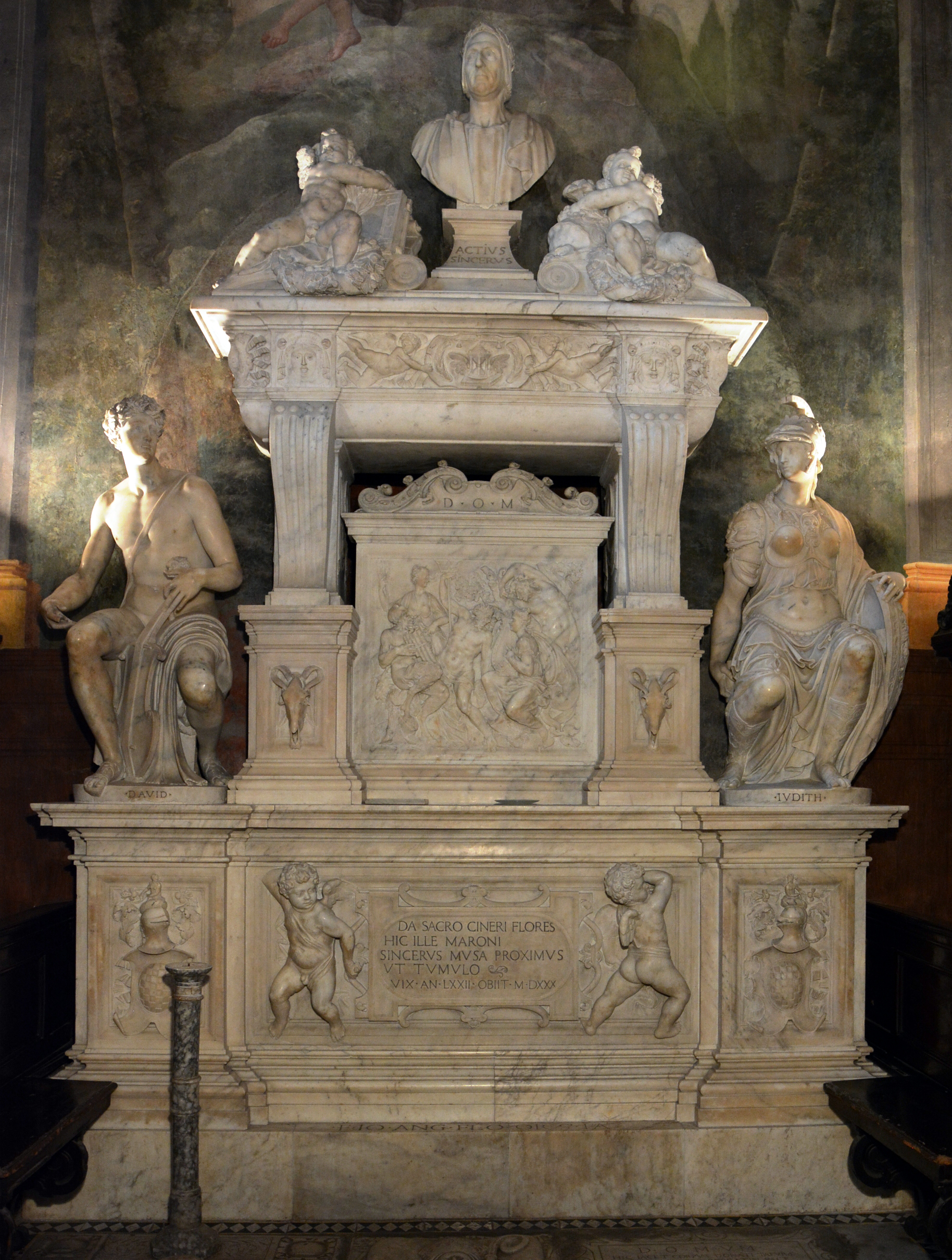
Mormântul lui Sannzaro, Napoli.

Abordarea poeziei vulgare datează din 1480 odată cu alcătuirea primelor rime și a primelor egloguri care vor face apoi parte din prima versiune a Arcadiei (1483). Probabil că a fost inspirat poate de munții Picentini, unde poetul era adesea oaspete al familiei Cavaniglia, în palatul curții din Montella.
Sannazaro a urmărit îndeaproape criza coroanei din Napoli după moartea succesorilor lui Alfonso (Alfonso al II-lea și Ferdinand al II-lea), până când noul rege, Fredric de Aragona, l-a dus înapoi la curtea din Napoli și i-a dat reședința în Villa Mergellina, o vilă lângă Napoli, în 1499.
În acești ani a mai lucrat la opera sa majoră Arcadia (poate după 1490 sau 1496) și a compus poezia latină Salices.
Când patronul său Fredric a fost nevoit să se refugieze în Franța în 1501, după invazia lui Carol al VIII-lea al Franței, Sannazaro l-a urmat în exil și nu s-a întors în Italia înainte de moartea regelui în 1504. În acest an a fost publicată Arcadia,  la Napoli, dar fără cunoștința lui.
Se pare că poetul a petrecut următorii ani la Napoli dedicându-se producției latine: a compus Elegii, Epigrame și poemul De partu Virginis apărut în 1526.
A murit la Napoli în 1530 și în același a fost publicată opera Rime.
Călugărul Benedictin Don Bernard de Montfaucon (1655-1741), în opera sa Voyage en Italie, a descris mormântul poetului Sannazaro aflat în Biserica Olivetani din Napoli (acum cunoscut sub numele de Santa Maria del Parto di Mergellina), decorat cu statuile zeilor Apollo și Minerva sculptate de Ammannati și cu un relief cu satiri atribuit lui Silvio Cosini. În secolul al XVIII-lea, autoritățile ecleziastice au încercat să dea un aspect mai puțin profan compoziției, gravând numele David la baza statuii lui Apollo și Iudith (Iudita) sub statuia lui Minerva.

## Opere

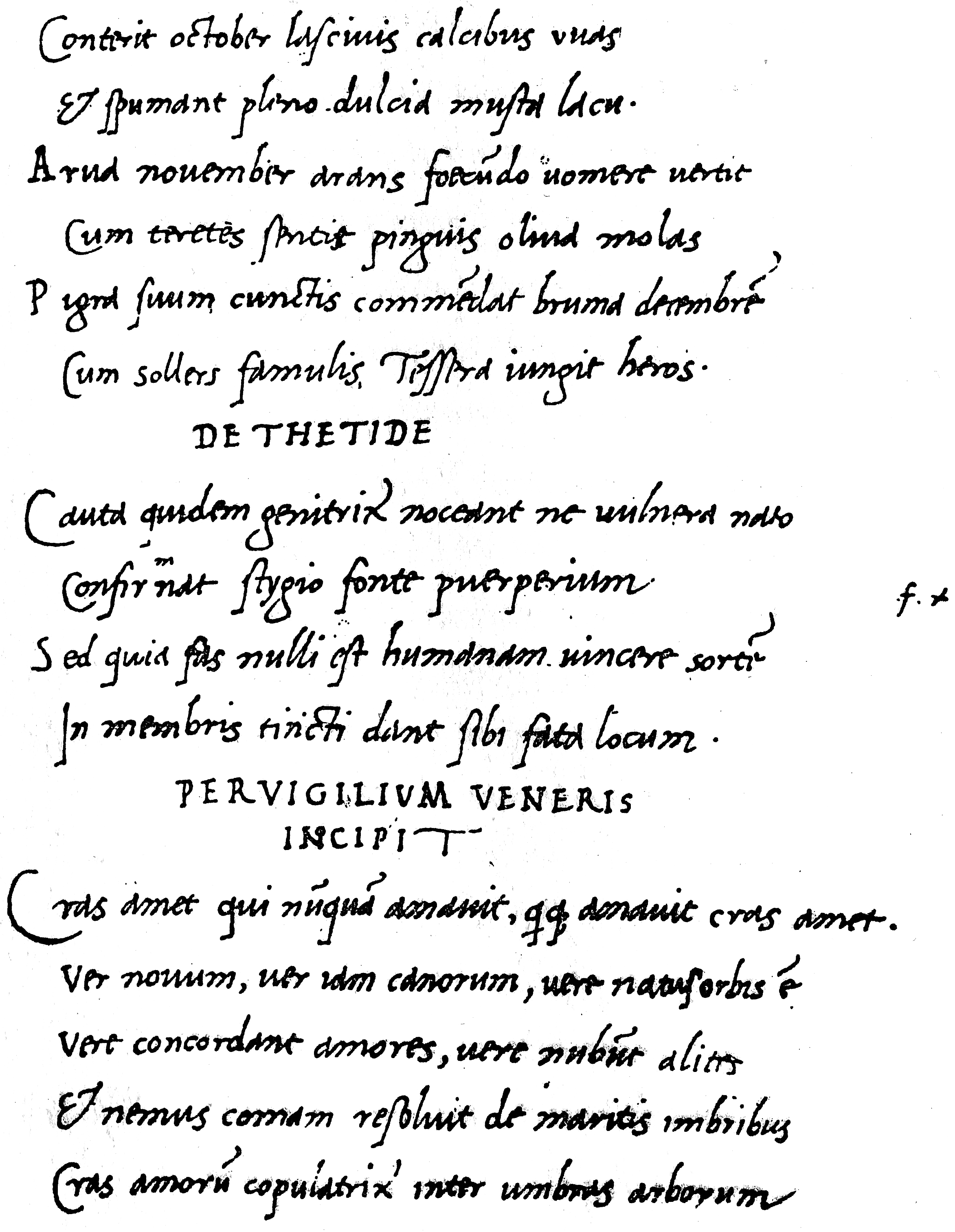
Un manuscris (1501-1503) a lui Sannazaro.

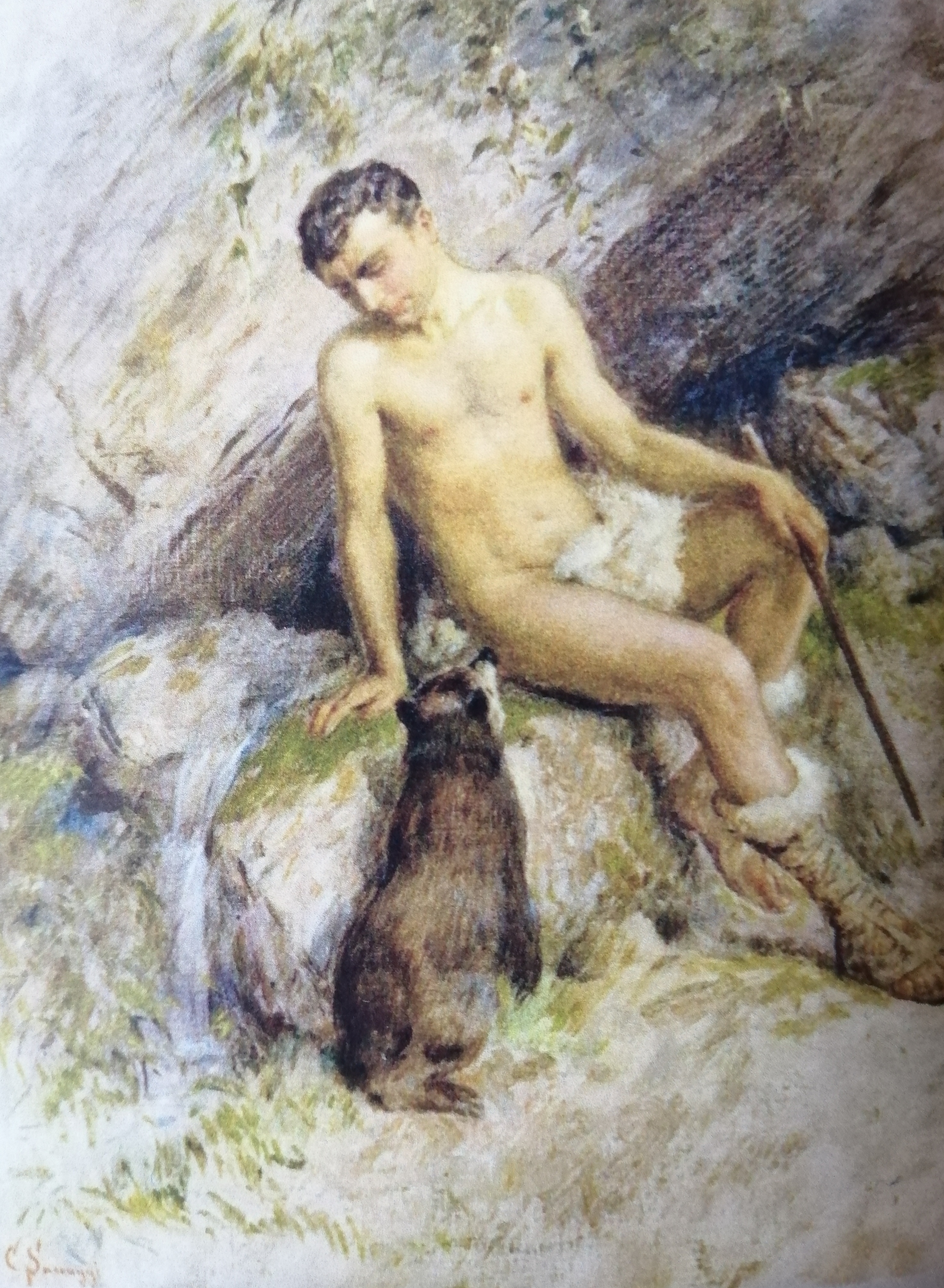
Păstorul Arcadiei într-un cadru bucolic, o lucrare neoclasică a lui Cesare Saccaggi din Tortona.

Arcadia lui Sannazaro a fost scrisă în anii 1480, completată în jurul anului 1489, iar a circulat în manuscrise înainte de publicarea sa inițială. Început în viața timpurie și publicat la Napoli în 1504, Arcadia este un roman pastoral, în care Sincero, persona poetului, dezamăgit de dragoste, se retrage din oraș (Napoli în acest caz) pentru a urmări în Arcadia, o regiune fantastică, o existență pastorală idealizată, printre poeții-păstori, într-o manieră idealizată de Teocrit. Dar un vis înspăimântător îl determină să se întoarcă înapoi în oraș, traversând un tunel întunecat către Napoli, unde află despre moartea iubitei sale. Evenimentele sunt amplificate de imagini extinse extrase din surse clasice, de melancolia lenevă a poetului și de descrierile elegiace despre atmosfera lumii pierdute din Arcadia. A fost prima lucrare pastorală din Europa Renașterii care a obținut un succes internațional. Inspirat în parte de autori clasici care au scris poezii pastorale - în afară de Virgiliu și Teocrit, se pot include poeții latini relativ necunoscuți redescoperiți recent ca Nemesianus și Calpurnius  - și de Ameto lui Giovanni Boccaccio, Sannazaro înfățișează un narator de prima persoană („Sincero”) ce cutreieră peisajul rural al regiunii Arcadia și ascultă cântecele amoroase sau jalnice ale păstorilor pe care îi întâlnește. Pe lângă cadrul pastoral unde evenimentele au loc, cealaltă mare originalitate a operei este noua sa structură de alternare a prozei și a poeziei.
Arcadia lui Sannazaro - însoțită de opera Diana (Los siete libros de la Diana, 1559) al autorului portughez Jorge de Montemayor, operă inspirată de Arcadia lui Sannazaro - a avut un impact profund asupra literaturii din toată Europa până la mijlocul secolului al XVII-lea.
Având opera Arcadia în spatele său, Sannazaro s-a concentrat pe lucrările latine de inspirație clasică. Lucrările sale bucolice în stil virgilian includ cele cinci Eglogae piscatoriae, niște egloguri pe teme legate de Golful din Napoli, trei cărți de elegii și trei cărți de epigrame. Alte lucrări în latină includ trei cărți de epigramă și două lucrări mai scurte, intitulate Salices și De Morte Christi Lamentatio („Despre lamentul morții lui Hristos”).
Poezia sacră scrisă în latină de Sannazaro, acum citită foarte rar, De partu Virginis, de la care a obținut numele de „Virgiliul Creștin”, a fost rescrisă pe larg în 1519–21 și a apărut tipărită în 1526."
Printre lucrările sale în italiană și napoletană se numără reviziunea unelor proverbe din orașul Napoli ca Gliommeri, și Rime (publicat ca Sonetti et canzoni di M. Jacopo Sannazaro, Napoli și Roma, 1530), unde stilul lui Petrarca se simte foarte mult. A mai scris câteva epigrame polemice, cea mai faimoasă fiind cea scrisă împotriva papei Alexandru al VI-lea după uciderea lui Giovanni Borgia, fiul cel mai mare al papei, al cărui trup a fost recuperat din râul Tiber - Sannazaro l-a descris pe Alexandru al VI-lea drept „pescar de oameni” (făcând referire cuvintelor spuse de Hristos la Petru). Această epigramă a provocat o imensă suferire Papei.
Portretul lui Sannazaro pictat de Tiziano Vecellio, circa 1514-18, se află în Colecția Regală, parte a „Cadoului Olandez” pentru Carol al II-lea al Angliei.
Sannazaro a avut, de asemenea, o corespondență îndelungată cu unii umaniști italieni. Marele prieten de stilou a fost Antonio Seripando, fratele lui Girolamo Seripando (1493-1563).